# Arctosa dissonans
Arctosa dissonans este o specie de păianjeni din genul Arctosa, familia Lycosidae. A fost descrisă pentru prima dată de O. P.-cambridge în anul 1872.
Este endemică în Syria. Conform Catalogue of Life specia Arctosa dissonans nu are subspecii cunoscute.